# Лыжные гонки на зимних Олимпийских играх 1936

На зимних Олимпийских играх 1936 года в Гармиш-Партенкирхене в лыжных гонках было разыграно 3 комплекта наград — все среди мужчин (18 км, 50 км и эстафета 4×10 км). В программу соревнований по сравнению с Олимпийскими играми 1932 года в Лейк-Плэсиде была добавлена эстафета 4*10 км. В соревнованиях приняли участие 109 спортсменов из 22 стран. Впервые на Олимпийских играх выступили лыжники Болгарии, Эстонии, Великобритании, Греции, Румынии и Испании.
Индивидуальные гонки прошли при преимуществе шведских лыжников, которые завоевали в них 4 медали из 6 возможных, в том числе обе золотые. Но в эстафете шведы заняли лишь третье место пропустив вперёд представителей Финляндии и Норвегии.

## Медалисты

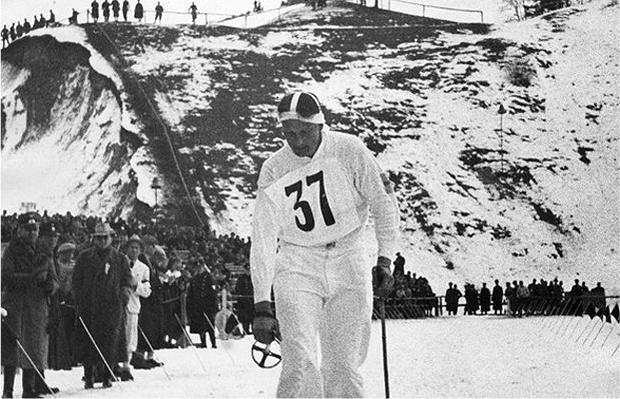
Элис Виклунд на дистанции 50 км

| Дисциплина                     | Золото                                                                   | Серебро                                                                        | Бронза                                                                    |
| 18 км см. подробнее            | Эрик Аугуст Ларссон Швеция                                               | Оддбьёрн Хаген Норвегия                                                        | Пекка Ниеми Финляндия                                                     |
| 50 км см. подробнее            | Элис Виклунд Швеция                                                      | Аксель Викстрём Швеция                                                         | Нильс-Юэль Энглунд Швеция                                                 |
| Эстафета 4×10 км см. подробнее | Финляндия · Калле Ялканен · Клаэс Карппинен · Матти Ляхде · Суло Нурмела | Норвегия · Сверре Бродаль · Оддбьёрн Хаген · Олаф Хоффсбаккен · Бьярне Иверсен | Швеция · Юн Бергер · Артур Хеггблад · Эрик Аугуст Ларссон · Мартин Матсбу |

## Общий зачёт
(Жирным выделено самое большое количество медалей в своей категории)
| Общее количество медалей |           |        |         |        |       |
| Место                    | Страна    | Золото | Серебро | Бронза | Всего |
| 1                        | Швеция    | 2      | 1       | 2      | 5     |
| 2                        | Финляндия | 1      | 0       | 1      | 2     |
| 3                        | Норвегия  | 0      | 2       | 0      | 2     |